# Cathedral (гурт)
Cathedral — дум- і стоунер-метал-гурт з Ковентрі, Англія, заснований в 1989 році. Вважається одним із засновників стоунер-металу.

## Історія
Гурт був утворений в 1989 році колишнім вокалістом групи Napalm Death Лі Дорріаном, Марком «Гріффом» Гріффітсом та Гаррі Дженнінгсом.
На початку вони грали дуже важкий та повільний дум-метал, записуючи музику на незалежному лейблі Earache Records. Потім, підписавши контракт із Columbia Records у 1992 році, гурт почав використовувати елементи прогресив-року. Проте контракт із Columbia Records був розірваний у 1994 році і гурт продовжив записуватися на Earache Records.
У 1989 році Лі Дорріан залишив Napalm Death, бо, за його словами, йому не подобалася музика в стилі дез-метал, який грав його колишній гурт.  Гурт був утворений після того, як Дорріан і Гріффітс, з'ясували, що їм подобаються гурти, такі як Candlemass, Dream Death, Pentagram, Trouble і Witchfinder General.
На стиль гурту величезний вплив Black Sabbath, Vitus і Pentagram, The Obsessed, що особливо яскраво проявляється у середині 90-х років.
З початкових учасників гурту у нинішньому складі є лише Lee Dorrian та гітарист Garry 'Gaz' Jennings, який проте на недовгий час залишав групу на ранньому етапі її існування.
Фронтмен Cathedral Лі Доріан заявив, що 2012 стане для гурту останнім, але обіцяв, що перед розпадом вони випустять ще один альбом. Альбом отримав назву The Last Spire.

## Склад гурту

### Поточний склад
- Lee Dorrian - вокал
- Garry "Gaz" Jennings - гітара, бас, клавішні, бек-вокал, ударні
- Leo Smee - бас, (мелотрон, флейта, синтезатор) (студія)
- Brian Dixon - барабани

### Колишні учасники
- Mark Griffiths - бас-гітара
- Adam Lehan - гітара
- Ben Mochrie - барабани
- Mike Smail - барабани
- Mark Ramsey Wharton - ударні, духові
- Scott Carlson - бас
- Victor Griffin - гітара
- Joe Hasselvander - барабани
- Barry Stern - барабани
- Dave Hornyak - барабани

## Дискографія

### Демо
- In Memoriam (1990)
- Demo # 2 -Forest of Equilibrium sessions (1991)

### Студійні альбоми
- Forest of Equilibrium CD/LP (1991 Earache Records)
- The Ethereal Mirror CD/LP (1993 Earache Records)
- The Carnival Bizarre CD/2x10" (1995 Earache Records)
- Supernatural Birth Machine CD (1996 Earache Records)
- Caravan Beyond Redemption CD (1999 Earache Records)
- Endtyme CD (2001 Earache Records)
- The VIIth Coming CD/2xLP (2002 Spitfire Records)
- The Garden of Unearthly Delights CD/2xLP (2006 Nuclear Blast Records)
- The Guessing Game (2010)
- The Last Spire (2013)

### Сингли та EP
- Soul Sacrifice (1992 Earache Records)
- Grim Luxuria (1993 Earache Records)
- Midnight Mountain (1993 Earache Records)
- Ride (1993 Earache Records)
- Twylight Songs (1993 Earache Records)
- Cosmic Requiem (1994 Earache Records)
- In Memoriam (1994 Earache Records)
- Statik Majik (1994 Earache Records)
- Hopkins (The Witchfinder General) (1996 Earache Records)
- Gargoylian (2001 Southern Lord Records)
- A New Ice Age (2011)

### Концертні альбоми
- Anniversary (2011)

### DVD
- Our God Has Landed (2001 Earache Records)

### Інші релізи
- In Memoriam CD (2000 The Music Cartel)
- Statik Majik/Soul Sacrifice CD (1999 Earache Records)
- 2001 Earache Records
- The Serpent's Gold 2xCD (2004 Earache Records